# Fryat Yemane
Fryat Yemane (Tigrigna ፍርያት የማነ, sinh ngày 1 tháng 10 năm 1991) là một nữ diễn viên, người dẫn chương trình truyền hình và người mẫu người Ethiopia. Fryat được đề cử nữ diễn viên xuất sắc nhất năm trên Leza Art Award cho vai diễn trong bộ phim Wefe Komech, 2016. Fryat đã được đề cử nữ diễn viên xuất sắc nhất năm trên Ethio Zodiac Award cho vai diễn trong bộ phim Maya (2017)  và gần đây được trao cho nữ diễn viên độc lập xuất sắc nhất trên Giải thưởng uy tín Hollywood Châu Phi (2017) cho vai diễn trong phim có tiêu đề Bắt đầu. Fryat xuất hiện lần đầu trên màn ảnh trong Gudegna Nech (2014), khi cô tình cờ gặp Yonatan Worku, một nhà sản xuất phim đã phát hiện ra cô trong một sự kiện trong đời cho bộ phim mới Gudegna Nech của anh. Mặc dù Fryat có niềm đam mê trở thành một nữ diễn viên từ khi còn trẻ, nhưng vì một số lý do, điều đó không xảy ra mặc dù cô có cơ hội nhận được lời đề nghị thực hiện từ một số nhà sản xuất phim.

## Cuộc sống sớm và gia đình
Sinh ra ở Ethiopia, Fryat là con gái của Yemane Gebremichael và mẹ cô được gọi là W/ro Sesen. Cha mẹ cô thường sống ở Gondar vì công việc, trong khi Fryat được sinh ra và ở lại Gondar cho đến khi họ trở về quê hương Mekele. Fryat có bằng cử nhân nghệ thuật về Quản lý kinh doanh tại trường đại học Hawassa. Hiện tại Fryat sống ở Addis Ababa ở thủ đô của Ethiopia, nơi cô làm tất cả nghề nghiệp của mình và nơi cô điều hành một nhà hàng với một món ăn nước ngoài và bản địa.

## Sự nghiệp
Màn trình diễn của Fryat trong Gudegna Nech đã mang lại cho cô sự đón nhận và phổ biến rộng rãi với khán giả đại chúng. Các nhà sản xuất và đạo diễn có vẻ đẹp đẹp như tranh vẽ của Fryat để đảm bảo việc ký hợp đồng với cô sắp tới và điều này đã mở ra một cánh cổng để cô đóng vai chính liên tục trong Yesefere Lij, Wefe Komech, Begize, Yamral Agere và Maya. Cái tên Fryat trở thành cái tên được công nhận nhất trong một khoảng thời gian rất ngắn trong lĩnh vực phim ảnh và giải trí. Cô cũng thể hiện tốt trong clip âm nhạc của Temesgen Gebregziabher có tựa đề Korahubsh Hơn nữa, tham gia vào video âm nhạc đình đám gần đây của Dawit Negga, có tựa đề Zewidero, đã giới thiệu lại và đưa Fryat trở nên nổi bật.
Kể từ ngày 11 tháng 9 năm 2017, Fryat xuất hiện trên chương trình truyền hình trên EBS TV nơi cô đồng tổ chức vào Chủ nhật với EBS với Asfaw Meshesha. Gần đây, cô cũng bắt đầu kinh doanh riêng trong lĩnh vực quần áo truyền thống bằng cách ra mắt thương hiệu vải hấp dẫn của mình có tên là "DirMug by Fryat" và điều hành công việc kinh doanh của mình tại đây ở Ethiopia và nước ngoài.